# Уриваєв Михайло Єгорович
Михайло Єгорович (Георгійович) Уриваєв (1887, село Луховіци Зарайського повіту Рязанської губернії, тепер Московської області, Російська Федерація — розстріляний 5 листопада 1937, Москва, тепер Російська Федерація) — радянський діяч промисловості, директор Коломенського машинобудівного заводу Московської губернії, голова Головного військово-промислового управління ВРНГ СРСР. Член ВЦВК, ЦВК СРСР. Кандидат у члени ЦК ВКП(б) у 1923—1934 роках.

## Життєпис
Народився в селянській родині. Закінчив сільську школу. Працював робітником Коломенського машинобудівного заводу Московської губернії.
Член РСДРП(б) з 1917 року.
З листопада 1917 року — голова Контрольної комісії Коломенського машинобудівного заводу Московської губернії.
У червні 1918 — січні 1920 року — начальник заводоуправління Коломенського машинобудівного заводу Московської губернії.
У липні — листопаді 1921 року — керуючий справами Московської губернської ради. Одночасно, з липня по вересень 1921 року — голова Московської губернської комісії допомоги голодуючим.
У жовтні 1921 — березні 1922 року — завідувач Московського губернського відділу управління.
У грудні 1921 — жовтні 1925 року — директор Коломенського машинобудівного заводу Московської губернії.
У 1926—1928 роках — начальник Гарматно-збройового кулеметного об'єднання.
У 1928—1930 роках — голова правління «Авіатресту».
У 1930—1931 роках — начальник Головного військово-промислового управління Вищої ради народного господарства (ВРНГ) СРСР.
З 1931 року — начальник Всесоюзного снарядного тресту.
До серпня 1937 року — начальник Ярославського паровозоремонтного заводу Народного комісаріату шляхів сполучення СРСР..
22 серпня 1937 року заарештований органами НКВС. Засуджений Воєнною колегією Верховного суду СРСР 5 листопада 1937 року до страти, розстріляний того ж дня. Похований на Донському цвинтарі Москви.
12 грудня 1956 року посмертно реабілітований.